# Estandarte Negro

El Estandarte Negro

El Estandarte Negro o Bandera Negra (en árabe: الراية السوداء‎, romanizado: ar-rāyat as-sawdāʾ), también conocido como Bandera de Águila (en árabe: الراية العقاب‎, romanizado: al-al-Rayat'uqāb) o simplemente "la Bandera", es una de las banderas enarboladas por Mahoma en la tradición musulmana. Históricamente fue utilizada por Abu Muslim en su revuelta que condujo a la revolución abasí en 747 y, por lo tanto, se le asocia con el califato abasí en particular. También es un símbolo escatológico presagio del advenimiento del Mahdi). La Bandera Negra, que es diferente a la bandera utilizada por el estado islámico, ha sido utilizada por algunos yihadistas y otros grupos militantes desde la década de 1990, incluidos algunos grupos chechenos. Los académicos han interpretado que el uso de una bandera negra similar por parte del estado islámico representa su reclamo de restablecer un califato. Se han utilizado banderas negras similares a lo largo de la historia islámica, incluyendo a Afganistán a principios del siglo XX.

## Origen
Antes del islam, estandartes visibles eran usados ya por el ejército romano para identificar el núcleo de la legión, las Águilas. Para mediados de la década de 600, los árabes usaban estandartes con el mismo propósito. Entre los árabes, la rāya era un estandarte cuadrado (no confundirlo con liwāʾ o ʿalam, una marca de identificación, como un turbante rojo).
La tradición islámica establece que los coraichitas tenían una liwāʾ negra y una rāya negra y blanca. Se afirma además que Mahoma tenía un ʿalam en blanco apodado "el Águila Joven" (العقاب al-ʿuqāb); y una rāya en negro, que se dice que estaba hecha con el paño que su esposa Aisha llevaba en la cabeza. Esta bandera más grande se conocía como el Águila.
El hadiz señala que Mahoma dijo que el advenimiento del Mahdi sería señalado por los Estandartes Negros provenientes de Jorasán y que sería la bandera del ejército que luchará contra el Masih ad-Dajjal. En la Batalla de Siffín, según la tradición, Ali usó el liwāʾ del Profeta, que era blanco mientras que los que lucharon contra él usaron banderas negras.

## Uso histórico
- La revolución abasí contra el califato omeya adoptó el negro como su rāyaʾ, por lo que sus partidarios fueron llamados musawwidas.[12] Sus rivales eligieron otros colores en reacción; entre estos, las fuerzas leales a Marwan II adoptaron el rojo.[13] La elección del negro como el color de la revolución abasí ya estaba motivada por la tradición de los "estandartes negros de Jorasán" asociados con el Mahdi. El contraste de blanco contra negro como el color dinástico fatimida contra el abasí evolucionó con el tiempo en el blanco como el color del Islam chiita y el negro como el color del Islam sunita.[14] Después de la revolución, los círculos apocalípticos islámicos admitieron que los estandartes abasíes serían negros, pero afirmaban que el estandarte del Mahdi sería negro y más grande.[8][9][10] Los círculos anti-abasíes maldecían "las banderas negras del Este", "en primer y último lugar".[15]

- La dinastía Hotaki usaba una bandera negra a principios del siglo XVIII, luego de la rebelión sunita de Mirwais Hotak contra la dinastía safavida chiita duodecimana, como lo haría posteriormente el emirato de Afganistán durante el régimen de Abdur Rahman Khan (1880-1901).

- El 21 de julio de 1848, bajo las órdenes del Báb, el líder Bábí Mullá Husayn izó el Estandarte Negro en Mashhad (en la provincia de Jorasán en Irán) y comenzó una marcha hacia el oeste. Lo más probable es que el objetivo de la misión fuera proclamatorio, pero posiblemente también tenía la intención de rescatar a otro líder bábí, Quddús, que estaba bajo arresto domiciliario en Sárí. Tras ser rechazado en la ciudad de Barfurush, el grupo comenzó a hacer fortificaciones defensivas en el Santuario del Sheij Tabarsí. Se informa que el Estandarte Negro se alzó sobre la fortaleza Bábí hasta el final de la Batalla del Fuerte de Tabarsí.[16][17]

- A medida que se desarrolló el nacionalismo árabe a principios del siglo XX, se eligió el negro dentro de los colores panárabes para representar el color dinástico abasí.[18]

- El movimiento Ahmadía también emplea los colores blanco y negro en su bandera (Liwaa-i Ahmadiyya), izada por primera vez en 1939.[19] Mirza Tahir Ahmad, el cuarto califa del califato ahmadía, explicó el simbolismo de los colores blanco y negro en términos de los conceptos de revelación y profecía.[20]